# المكتبة القومية في إيطاليا
لمكتبة القومية في إيطاليا
المكتبة الوطنية المركزية في فلورينسا، هي المكتبة الأكبر في إيطاليا وواحدة من أهم المكاتب في اوروبا، وهي إحدى المكتبتين المركزيين في إيطاليا بجانب المكتبة المركزية في روما. 
تاسست المكتبة في عام 1714, حين قام العالم انطونيو ماجليابيتشي بتسليم مجموعته من الكتب التي تشمل حوالي 30,000 مجلدا لمدينة فلورينسا.في عام 1743 طلب تسليم طبعة من كل عمل نشر في توسكانا للمكتبة. فتحت المكتبة للعامة في عام 1747 وعرفت باسم ماجليابتشيانا. جمعت مقتنياتها مع مقتنيات بيبليوتيكا بالاتينا (مكتبة فلورنسية) في عام 1861, وفي عام 1885 سميت المكتبة بالمكتبة الوطنية المركزية في فلورنسا. منذ عام 1870, جمعت المكتبة طبعات من كل المنشورات الايطالية.